# Оттава Раф Райдерс
Оттава Раф Райдерс — бывшая профессиональная команда Канадской футбольной лиги из столицы Канады города Оттава, Онтарио. Она существовала с 1876 по 1996 год. Домашние матчи играла на стадионе «Франк Клэр». За время своего существования клуб девять раз выигрывал Кубок Грея. Наиболее успешным временем для клуба считаются 1960-е и 1970-е годы, когда «Раф Райдерс» пять раз выигрывали Кубков Грея. Через пять лет, после банкротства в городе была создана новая команда «Оттава Ренегадс», которая прекратила своё существование в 2006 году. Позже было объявлено, что в городе появится новый клуб КФЛ.

## История
Футбольный клуб Оттавы был организован 20 сентября 1876 года и его цветами стали светло-красный цвет, серый и тёмно-синий. 9 сентября 1898 года клуб получил название «Оттава Раф Райдерс» и поменял цвета на красный и чёрный, которые и по сей день остаются цветами команды. С 1925 по 1930 год клуб выступал под именем «Оттава Сенаторз». В 1950 году, после объединение двух лиг канадского футбола в КФЛ, в чемпионате выступали две команды с названием «Раф Райдерс» — «Оттава Раф Райдерс» и «Саскачеван Рафрайдерс» (написание у команд было разное), однако ни одна из команд не захотела менять своё название.
Свой первый чемпионский титул клуб из Оттавы выиграл в 1898 году. Этим же сезоном Футбольный клуб Оттавы перешёл из Квебекской лиги в Лигу Онтарио. «Райдерс» одержали победу над «Гамильтон Тайгерз» со счётом 15-8 и завоевали чемпионский титул Онтарио, затем победили «Торонто Вэрсити» в Intercollegiate чемпионате, а позже и «Колледж Оттавы» 11-1 и стали чемпионом Канады.